# Sự kiện Thượng Nguyên dịch
Sự kiện quán dịch Thượng Nguyên (tiếng Trung: 上源驿事件; Hán-Việt: Thượng Nguyên dịch sự kiện) diễn ra vào tháng 5 năm Trung Hòa thứ 4 (884) đời Đường, Tuyên Vũ tiết độ sứ Chu Toàn Trung tổ chức mưu sát Hà Đông tiết độ sứ Lý Khắc Dụng, kết quả thất bại.

## Bối cảnh
Tháng 4 năm Trung Hòa thứ 3 (883) đời Đường Hy Tông, nghĩa quân Hoàng Sào bị Lý Khắc Dụng đánh bại, chạy khỏi Trường An, sau đó bức đến gần Biện Châu của Tuyên Vũ tiết độ sứ Chu Toàn Trung. Chu không ngăn nổi, bèn cầu viện Hà Đông tiết độ sứ Lý Khắc Dụng. Mùa xuân năm sau (884), Lý soái 5 vạn quân giải vây cho Trần Châu, Biện Châu cũng được an toàn. Lý soái mấy ngàn khinh kỵ, rong ruổi ngày đêm, đuổi nà nghĩa quân, cuối cùng người mệt ngựa mỏi, đành phải quay về. Hoàng Sào bị truy kích đến nỗi cùng đồ mạt lộ, không lâu sau tuyệt vọng tự sát.
Tháng 5, Lý Khắc Dụng ban sư trở về Tấn Dương, đi qua Khai Phong (châu trị của Biện Châu), Chu Toàn Trung nhiệt tình mời Lý vào thành đãi đằng. Lý cùng bọn Giám quân Trần Cảnh Tư đưa 300 thân binh tiến vào, để phu nhân Lưu thị và đại quân Hà Đông đóng trại ngoài thành.

## Nguyên nhân
Chu bày tiệc ở quán dịch Thượng Nguyên, ban đầu bữa tiệc rất vui vẻ, chủ - khách rất hòa hợp. Nhưng tửu lượng của Lý không cao, dần dần không kiểm soát được lời nói – hành vi của mình. Lý có gia thế không phải là kém, đời đời nhiệm chức Sa Đà tù trưởng; bản thân chưa đầy 28 tuổi đã đánh bại Hoàng Sào, thu hồi Trường An, công lao được ví là "tái tạo nhà Đường". Sau vài tuần rượu, Lý một mặt ra vẻ tự đắc, một mặt chê cười quá khứ từng gia nhập nghĩa quân Hoàng Sào của Chu. Nói năng bừa bãi một hồi, Lý say gục tại chỗ, quán dịch cũng chìm dần vào màn đêm.
Chu xuất thân là kẻ vô lại, nay lại bị phơi bày khiếm khuyết, rất lấy làm căm tức. Bộ hạ của Chu phần nhiều đã từng gia nhập nghĩa quân, không khỏi cảm thấy oán giận. Trên dưới đồng lòng, rất nhanh nhất trí ra tay diệt trừ người Sa Đà, diệt trừ Lý Khắc Dụng.
Phương án hành động được quyết định thần tốc: bao vây quán dịch; dùng gỗ lớn, xe cộ phong tỏa đường lối chung quanh; rồi nửa đêm phóng hỏa, nhân lúc rối loạn thì xông vào giết người. Dương Ngạn Hồng còn cẩn thận hạ lệnh: vì người Sa Đà giỏi cưỡi ngựa, trong lúc nguy cấp sẽ lên ngựa chạy trốn, hễ thấy kỵ sĩ thì lập tức bắn hạ!

## Diễn biến
Vào lúc nửa đêm, quân đội Biện Châu ở bốn mặt quán dịch Thượng Nguyên nổi lửa. Bấy giờ Lý vẫn bất tỉnh nhân sự, phần lớn 300 thân binh của Lý vẫn cởi đai lột áo, vui vẻ ăn uống, nhưng còn có bọn Tiết Chí Cần, Sử Kính Tư, Lý Tự Nguyên,… một mặt tửu lượng rất cao, một mặt không ngừng cảnh giới, lập tức phản ứng. Bọn Tiết Chí Cần giương cung đặt tên, vãi ra như mưa, mấy chục quân Biện phá cửa xông vào lập tức bị bắn hạ, thây chất đầy trước cửa.
Kẻ hầu là Quách Cảnh Thù hắt nước lạnh vào mặt, lay tỉnh được Lý. Lúc này lửa cháy hừng hực, khói tỏa mịt mù, cơ hồ như không còn lối thoát. Thình lình sấm nổ vang rền, mưa to như trút, lửa bị dập tắt, bọn Tiết Chí Cần nắm lấy thời cơ, đưa Lý đội mưa trèo tường mà chạy, nhân lúc chớp giật mà đột phá quân Biện qua được cầu, hướng về phía cửa thành. Sử Kính Tư ở lại đầu cầu để ngăn truy binh, bọn Lý đi lên cửa nam Khai Phong – cửa Úy Thị, thả dây trèo xuống mà chạy thoát.
Dương Ngạn Hồng phát hiện bọn Lý trốn khỏi quán dịch, lập tức lên ngựa đuổi theo, quên mất đề xuất của mình khi trước. Trong đêm mưa gió tầm tã, quân Biện đã nhận lệnh bắn hạ kỵ sĩ, không hề nhận ra nên giết chết Ngạn Hồng.

## Hậu quả
Bọn Lý Khắc Dụng chỉ còn hơn 10 người sống sót. Giám quân Trần Cảnh Tư, tướng lĩnh Sử Kính Tư và 300 thân binh đều bỏ mạng. Lưu thị hết sức khuyên giải, Lý chấp nhận từ bỏ ý định đánh thành, lui quân về Hà Đông, dâng biểu lên triều đình tố cáo Chu Toàn Trung.
Triều đình nhà Đường muốn hai thế lực Chu – Lý kềm chế lẫn nhau, nên ra sức giảng hòa. Vì muốn xoa dịu, Đường Hy Tông mượn cớ thưởng công đánh dẹp nghĩa quân mà phong vương cho Lý. Chu đổ triệt tội trạng cho Dương Ngạn Hồng, đưa hậu lễ đến nhận lỗi với Lý. Tuy nhiên từ đây hai nhà Chu – Lý kết oán, tranh chiến không thôi, đến khi nhà Hậu Lương diệt vong mới chấm dứt.